# Liste der Baudenkmäler in Höchberg
Auf dieser Seite sind die Baudenkmäler in dem unterfränkischen Markt Höchberg zusammengestellt. Diese Tabelle ist eine Teilliste der Liste der Baudenkmäler in Bayern. Grundlage ist die Bayerische Denkmalliste, die auf Basis des Bayerischen Denkmalschutzgesetzes vom 1. Oktober 1973 erstmals erstellt wurde und seither durch das Bayerische Landesamt für Denkmalpflege geführt wird. Die folgenden Angaben ersetzen nicht die rechtsverbindliche Auskunft der Denkmalschutzbehörde.
 Diese Liste gibt den Fortschreibungsstand vom 15. April 2020 wieder und enthält 25 Baudenkmäler.

## Baudenkmäler
| Lage                                               | Objekt                                                | Beschreibung | Akten-Nr.              | Bild           |
| -------------------------------------------------- | ----------------------------------------------------- | --- | ---------------------- | -------------- |
| Alter Weinberg 4, Nähe Herrenweg (Standort)        | Friedhof                                              | ummauerte Anlage mit Grabdenkmälern des späten 19. und frühen 20. Jahrhundert | D-6-79-147-11 Wikidata | weitere Bilder |
| Alter Weinberg 4, Nähe Herrenweg (Standort)        | Kriegerdenkmal                                        | für die Gefallenen des Krieges von 1866, später erweitert für die Gefallenen des Ersten Weltkrieges, obeliskartige Stele mit abgetrepptem Sockel, Sandstein, bezeichnet 1902 | D-6-79-147-11 Wikidata | weitere Bilder |
| Am Trieb (Standort)                                | Jüdischer Friedhof                                    | ummauerte Anlage mit Grabdenkmälern des 19. und frühen 20. Jahrhundert, angelegt 1821 | D-6-79-147-1 Wikidata  | weitere Bilder |
| Brunnengasse, Hauptstraße (Standort)               | Brunnen                                               | pfeilerartige Brunnensäule mit Pinienzapfenabschluss und rechteckigem Steintrog, modern ergänzt, 18. Jahrhundert | D-6-79-147-2 Wikidata  | BW             |
| Hauptstraße 10 (Standort)                          | Hausfigur Hl. Anna Selbritt                           | 16. Jahrhundert, nicht nachqualifiziert, im Bayerischen Denkmal-Atlas nicht kartiert | D-6-79-147-4 Wikidata  | BW             |
| Hauptstraße 44 (Standort)                          | Kreuzwegstation                                       | siebte Station der sogenannten Höchberger Sieben Fälle, (die ersten drei Stationen befinden sich auf Würzburger Stadtgebiet), wohl von Balthasar Grohe, Michael Kern sowie Georg Brenk, 1626–27, Relieftafel mit Darstellung der Kreuzigung, mit Kreuzaufsatz und Inschriftenpostament, Sandstein, bezeichnet 1627                                                  | D-6-79-147-5 Wikidata  | weitere Bilder |
| Hauptstraße 56 (Standort)                          | Hausfigur                                             | Maria Immaculata, 18. Jahrhundert | D-6-79-147-6 Wikidata  | weitere Bilder |
| Hauptstraße 76 (Standort)                          | Gasthaus Zum Lamm                                     | zweigeschossiger, verputzter Halbwalmdachbau mit geohrten Fensterrahmungen, Obergeschoss verputztes Fachwerk, 18. Jahrhundert, mit zweigeschossigem Flügelanbau mit Satteldach, 18./19. Jahrhundert | D-6-79-147-8 Wikidata  | weitere Bilder |
| Hauptstraße 95 (Standort)                          | Wohngebäude                                           | zweigeschossiger, verputzter Mansardhalbwalmdachbau mit Fachwerkobergeschoss und geohrten Fensterrahmungen, 2. Hälfte 18. Jahrhundert | D-6-79-147-7 Wikidata  | weitere Bilder |
| Herrenweg 5 (Standort)                             | Pfarrhaus                                             | zweigeschossiger Massivbau mit Walmdach und geohrten Fensterrahmungen, 18. Jahrhundert, Einfriedung, Bruchstein, gleichzeitig | D-6-79-147-9 Wikidata  | weitere Bilder |
| Herrenweg 7 (Standort)                             | Katholische Pfarrkirche Mariä Geburt                  | dreischiffige Hallenkirche mit eingezogenem Chorflankenturm mit Welscher Haube, Turm und Chor um 1500, barockes Langhaus erneuert, 1907–08, mit Ausstattung | D-6-79-147-10 Wikidata | weitere Bilder |
| Herrenweg 7 (Standort)                             | Kreuzkapelle                                          | Anbau mit offenen Arkaden mit Halbsäulen, Ende 17. Jahrhundert, mit Kreuzigungsgruppe aus Sandstein, diese zugleich Endpunkt der sogenannten Höchberger Sieben Fälle, wohl von Michael Kern, 1627–27 | D-6-79-147-10 Wikidata | weitere Bilder |
| Herrenweg 7, Jägerstraße 1 (Standort)              | Mauern und Substruktionen des ehemaligen Friedhofs    | um die Kirche, wohl 17./18. Jahrhundert | D-6-79-147-10 Wikidata | weitere Bilder |
| Herrenweg 7 (Standort)                             | Kreuzschlepper                                        | Figur des kreuztragenden Christus auf Knien, Sandstein, 18. Jahrhundert | D-6-79-147-10 Wikidata | weitere Bilder |
| Herrenweg 7 (Standort)                             | Bildstock                                             | baldachinbekrönter Reliefaufsatz mit Marienkrönung, auf Pfeiler mit Heiligenreliefs, über Postament, Sandstein, bezeichnet 1799 | D-6-79-147-10 Wikidata | BW             |
| Jägerstraße 1 (Standort)                           | Ehemals Forstanwesen                                  | Wohngebäude, eingeschossiger, verputzter Massivbau mit Mansardwalmdach, im Kern um 1780 | D-6-79-147-23 Wikidata | BW             |
| Jägerstraße 1 (Standort)                           | Nebengebäude                                          | ehemaliger eingeschossiger Massivbau mit Krüppelwalmdach, gleichzeitig | D-6-79-147-23          | weitere Bilder |
| Klingenweg (Standort)                              | Bildstock                                             | baldachinbekrönter Reliefaufsatz mit Kreuzigungsszene, auf Pfeiler über Postament, Sandstein, bezeichnet 1801 | D-6-79-147-22 Wikidata | weitere Bilder |
| Martin-Wilhelm-Straße 2 (Standort)                 | Hausmadonna                                           | Sandstein, 18. Jahrhundert | D-6-79-147-24          | weitere Bilder |
| Martin-Wilhelm-Straße 2 b, Schulgasse 9 (Standort) | Kreuzschlepper                                        | Figur des kreuztragenden Christus auf Knien, über Säule, Sandstein, bezeichnet 1694 | D-6-79-147-12 Wikidata | weitere Bilder |
| Nähe Hauptstraße (Standort)                        | Kreuzwegstation                                       | Kopie, sechste Station der sogenannten Höchberger Sieben Fälle, (die ersten drei Stationen befinden sich auf Würzburger Stadtgebiet), wohl von Balthasar Grohe, Michael Kern sowie Georg Brenk, 1626–27, Relieftafel mit Darstellung Jesus wird seiner Kleider beraubt, mit Kreuzaufsatz und Inschriftenpostament, Sandstein, bezeichnet 1626 und 1992              | D-6-79-147-3 Wikidata  | weitere Bilder |
| Nähe Hauptstraße (Standort)                        | Bildstockpostament                                    | mit Halbkugel, bezeichnet 1776 | D-6-79-147-26 Wikidata | weitere Bilder |
| Sonnemannstraße 15 (Standort)                      | Ehemalige israelitische Präparanden- und Bürgerschule | zweigeschossiger Mansardgiebeldachbau mit östlich anschließender überbauter Toreinfahrt, 18./19. Jahrhundert | D-6-79-147-13 Wikidata | weitere Bilder |
| Sonnemannstraße 25, Sonnemannstraße 27 (Standort)  | Doppelwohnhaus                                        | eingeschossiger Mansardwalm- bzw. Halbwalmbau mit Mitteldurchfahrt, bezeichnet 1796 | D-6-79-147-14 Wikidata | weitere Bilder |
| Sonnemannstraße 26 (Standort)                      | Ehemals Gartenhaus                                    | zweigeschossiger, verputzter Mansardwalmdachbau, wohl mit Fachwerkobergeschoss, spätes 18. Jahrhundert | D-6-79-147-15 Wikidata | weitere Bilder |
| Sonnemannstraße 32 (Standort)                      | Quellfassungen                                        | Wasserstollen, Brunnenstuben und Kavernen zur Wasserversorgung des Marktortes und der Festung Marienberg in Würzburg, Muschelkalk-Bruchstein, spätmittelalterlich bis 17. Jahrhundert | D-6-79-147-25 Wikidata | weitere Bilder |
| Sonnemannstraße 36 (Standort)                      | Ehemalige Synagoge                                    | seit 1951 evangelisch-lutherische Pfarrkirche Sankt Matthäus, tonnengewölbter Massivbau mit Halbwalmdach, Dachreiter sowie geohrten Fensterrahmungen, 1721, mit Ausstattung | D-6-79-147-17 Wikidata | weitere Bilder |
| Winterleitenweg 36 (Standort)                      | Relief                                                | mit Pietà, 17. Jahrhundert, nicht nachqualifiziert, im Bayerischen Denkmal-Atlas nicht kartiert | D-6-79-147-18 Wikidata | BW             |
| Wirtgasse 5 (Standort)                             | Wirtshausausleger                                     | mit Greif, Schmiedeeisen, klassizistisch, um 1800 | D-6-79-147-19 Wikidata | weitere Bilder |
| Würzburger Straße 57 (Standort)                    | Kreuzwegstation                                       | erneuerte fünfte Station der sogenannten Höchberger Sieben Fälle, (die ersten drei Stationen befinden sich auf Würzburger Stadtgebiet), der historische Kreuzweg wohl von Balthasar Grohe, Michael Kern sowie Georg Brenk, 1626–27, Relieftafel mit der Darstellung Christus fällt unterm Kreuz, mit Kreuzaufsatz, von Herbert Spielmann, 2. Hälfte 20. Jahrhundert | D-6-79-147-20 Wikidata | weitere Bilder |
| Würzburger Straße 107 a (Standort)                 | Kreuzwegstation                                       | vierte Station der sogenannten Höchberger Sieben Fälle, (die ersten drei Stationen befinden sich auf Würzburger Stadtgebiet), wohl von Balthasar Grohe, Michael Kern sowie Georg Brenk, 1626–27, Relieftafel mit Darstellung Pilatus bricht den Stab, mit Kreuzaufsatz und Inschriftenpostament, teilerneuert, Sandstein, bezeichnet 1626                           | D-6-79-147-21 Wikidata | weitere Bilder |